# Italo Gamberini
Italo Gamberini (n. 21 septembrie 1907, Florența, Regatul Italiei – d. 14 noiembrie 1990, Florența, Italia) a fost un arhitect italian.